# Mallapur. S.A., Gokak
Mallapur. S.A. là một làng thuộc tehsil Gokak, huyện Belgaum, bang Karnataka, Ấn Độ.